# Gunnar Lundström (jurist)
David Gunnar Davidsson Lundström, född den 2 juni 1885 i Örgryte församling, Göteborgs och Bohus län, död den 30 juni 1965 i Kalmar, var en svensk jurist. Han var sonson till grosshandlaren Carl David Lundström och kusin till tidningsmannen Hakon Wigert-Lundström.
Lundström avlade juris kandidatexamen vid Lunds universitet 1914. Han blev vice häradshövding 1922, tillförordnad häradshövding i Skånings, Valle och Vilske domsaga 1930, ordinarie häradshövding i Nordmarks domsaga 1932 och i Norra Möre och Stranda domsaga 1941. Lundström blev kapten i reserven 1925 och krigsdomare vid Kalmar flygflottilj 1942. Han var styrelseledamot i Svenska seglarförbundet. Lundström blev riddare av Nordstjärneorden 1938 och kommendör av andra klassen av samma orden 1950.